# Bassus calculator
Bassus calculator är en stekelart som först beskrevs av Johan Christian Fabricius 1798.  Bassus calculator ingår i släktet Bassus och familjen bracksteklar. Arten är reproducerande i Sverige. Inga underarter finns listade.

## Bildgalleri

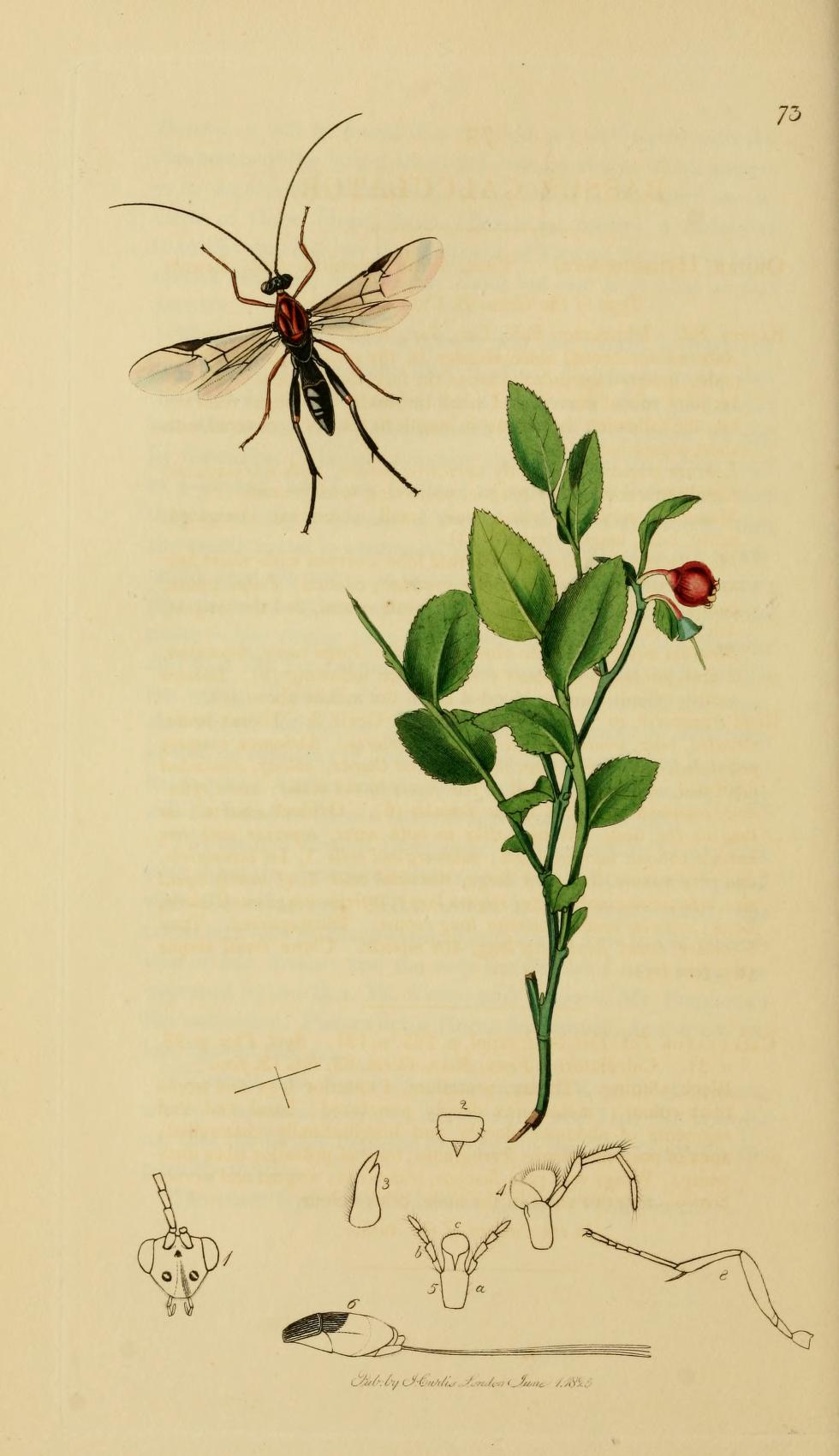